# Всем попробовать пора бы, как вкусны и нежны крабы

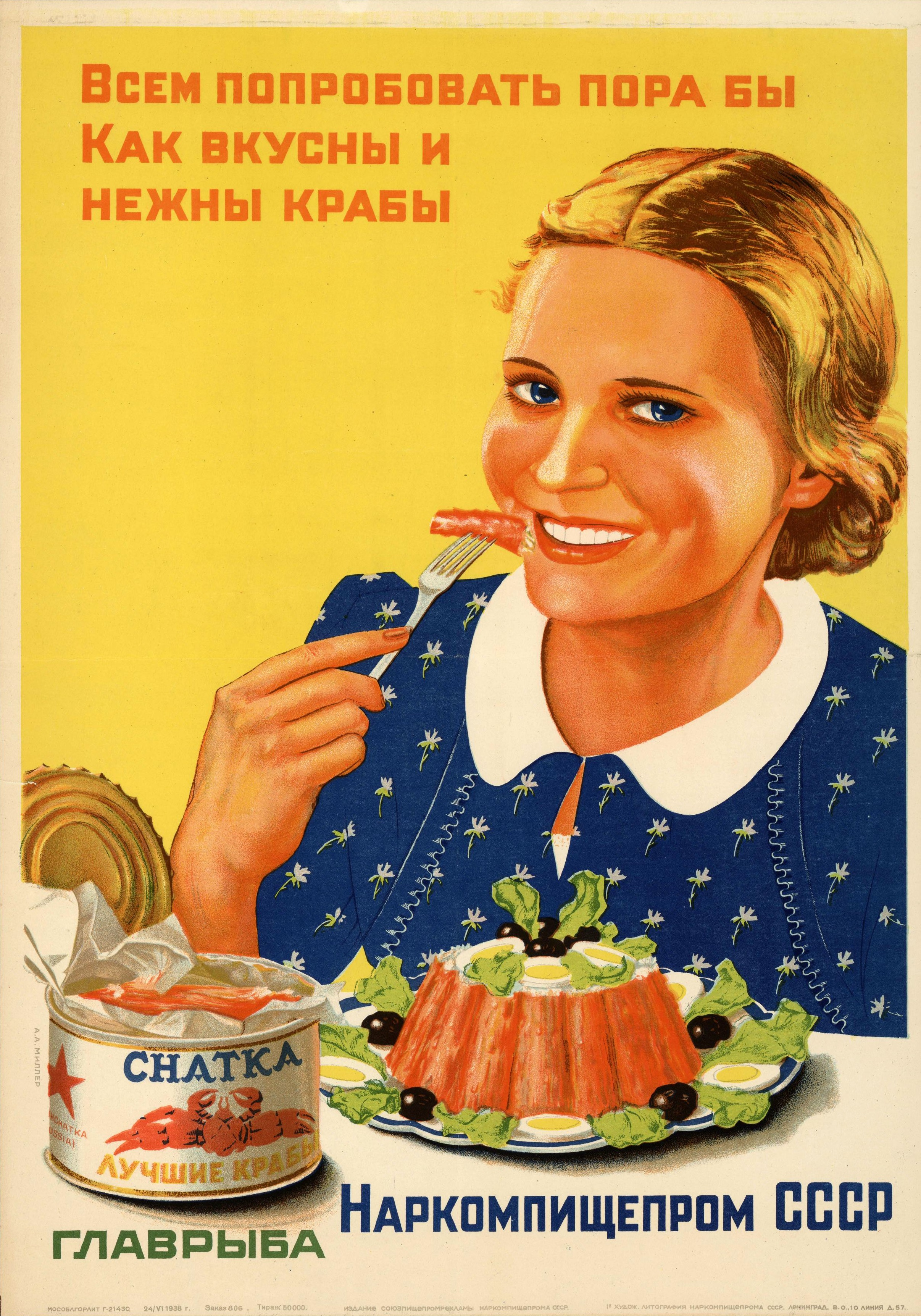
«Всем попробовать пора бы как вкусны и нежны крабы» — рекламный плакат Наркомпищепрома СССР. Художник А. А. Миллер, 1938 год

«Всем попробовать пора бы, как вкусны и нежны крабы» — советский рекламный лозунг и агитационный плакат Наркомпищепрома СССР 1938 года, созданный художником А. А. Миллером. Тираж плаката — 50 тысяч экземпляров, он стал одним из самых известных советских плакатов.
В 1930-е годы возросла требовательность советского народа к разнообразию и уровню еды, а заместитель председателя СНК-Совета Министров СССР Анастас Микоян содействовал развитию советской рекламы. Как повествует в своих мемуарах личный переводчик Сталина В. М. Бережков:

Уже стемнело, площадь освещали яркие фонари, горела пёстрая реклама на крыше Политехнического музея: «Всем попробовать пора бы, как вкусны и нежны крабы», «А я ем повидло и джем», «Нужен вам гостинец в дом? Покупай донской залом». Это всё идея Микояна, курировавшего также и внутреннюю торговлю. Он приглашал знаменитых поэтов придумывать броскую рекламу, наподобие Маяковского: «Нигде кроме, как в Моссельпроме».

При появлении крабовых консервов в СССР изначально на них не было спроса. За слоган придумавший его поэт получил несколько тысяч рублей (что превышало месячную зарплату министра). Посредством данного лозунга и плаката приучали советских жителей к новой и невиданной для них ранее еде — крабам.
Плакаты висели в 1930—1940-х годах в различных магазинах, реклама была и на крыше Политехнического музея, на входе в сад «Аквариум» и других местах. Изначально слоган не помог. Когда народ понял, насколько вкусны крабы, они пропали с прилавков.
В ряде источников слоган приписывается также и к 1950-м годам.
В 1980-е годы слоган уже воспринимался только как воспоминание об прошедших сытых днях. Тогда же плакат был напечатан на обложке журнала «Огонёк». В 2015 году слоган оказался на обложке журнала «Наука и жизнь». Слоган впоследствии также попал в книги по рекламе.

## Автор плаката
Плакат нарисовал художник-график, дизайнер, плакатист Александр Александрович Миллер (1901, Самара — 1950, Москва). Он создал плакаты: «Белая ночь» (1937), «Лимонад не знает сезона. Он приятен и летом и зимой» (1937), «Пейте горячий бульон» (1937), «Томат паста-пюре. Продажа здесь» (1937), «Яблочный сидр. Игристый освежающий напиток. Приятен зимой и летом» (1937), «Всем попробовать пора бы, как вкусны и нежны крабы» (1938), «Дальневосточные лососевые консервы» (1938), «Повидло яблочное» (1938) и другие.